# سیارک ۲۸۵۶
سیارک ۲۸۵۶ (به انگلیسی: 2856 Roser، نامگذاری:1933GB) دو هزار و هشتصد و پنجاه و ششمین سیارک کشف شده‌است که در ۱۴ آوریل ۱۹۳۳ و در هایدلبرگ کشف شد.
قدر مطلق سیارک برابر ۱۱٫۰۰ است.